# Keith Park
Sir Keith Rodney Park KBE (15 de junho de 1892 — 6 de fevereiro de 1975) foi um soldado neozelandês, ás da aviação durante a Primeira Guerra e comandante da Força Aérea Real durante a Segunda Guerra Mundial. Estava no comando tático durante duas das mais significantes batalhas do teatro europeu da II Guerra, a Batalha da Grã-Bretanha e a Batalha de Malta. Era chamado pelos alemães de "o defensor de Londres".